# Apanteles scaber
Apanteles scaber är en stekelart som beskrevs av Vladimir Ivanovich Tobias 1977. Apanteles scaber ingår i släktet Apanteles och familjen bracksteklar. Inga underarter finns listade i Catalogue of Life.